# 孟加拉盲切叶蚁
孟加拉盲切叶蚁（学名：Carebara bengalensis）是切叶蚁亚科、盲切叶蚁属之下的一个种。
该物种原名为孟加拉稀切叶蚁（Oligomyrmex bengalensi），原属于稀切叶蚁属，现稀切叶蚁属已撤销，下属物种全部归入盲切叶蚁属。

## 描述
该物种的模式产地位于印度。主要分布在：中国（云南）、尼泊尔、印度、孟加拉。